# Анджела Вайт
Анджела Габрієль Вайт (англ. Angela White; нар. 4 березня 1985) — австралійська порноакторка та порнорежисерка. 
Введена в Зал слави AVN і в 2020 році стала першою триразовою переможницею року серед жінок.

## Порноіндустрія
В порноіндустрію потрапила в 2003 році, відразу після свого 18-річчя, коли ще вчилася в старшій школі. Стала першою австралійською моделлю, яка знялася для американської студії The Score Group. Перші 8 років вона знімалася тільки в сольних та лесбійських сценах. Закінчила з відзнакою Мельбурнський університет у 2010 році, отримавши диплом з гендерних досліджень.
В 2011 році вперше знялася в хардкорній сцені за участю чоловіка, яка вийшла на DVD під назвою Angela White Finally Fucks. У тому ж році журнал Score назвав її «Хардкорною виконавицею року».
У 2013 році Вайт запустила свій офіційний сайт і стала випускати ексклюзивні відео, які можна побачити тільки на цьому сайті.

## Телебачення та моделінг
У 2007 році Вайт дебютувала на телебаченні, знявшись в австралійському комедійному серіалі Pizza.
Знімалася для таких журналів, як Cosmopolitan, Penthouse, Beat і Time Out. Її фотографія також з'являлася на обкладинці австралійської газети The Sydney Morning Herald.

## Політика
У 2010 році Вайт стала кандидаткою від Австралійської партії сексу на виборах в штаті Вікторія, де боролася за права працівників секс-індустрії. Вона здобула популярність, надіславши копії своїх DVD генеральному прокурору в спробах зменшити регулювання в сфері порнофільмів. Пізніше вона отримала ще більше уваги ЗМІ, коли разом з ще однією кандидаткою від Австралійської партії сексу, Зарою Стардаст, знялася в одній секс-сцені.

## Нагороди
- 2007 Voluptuous Magazine Model of the Year[13]
- 2009 One of Score's «Top Ten Models of the Decade»[13]
- 2011 Score Hardcore Performer of the Year[13]
- 2015 XBIZ Award — Adult Site of the Year — Performer[22]
- Акторка року AVN Award, January 2018
- Акторка року AVN Award, January 2019
- Акторка року AVN Award, January 2020